# Puigcastellar (Sant Julià d'Úixols)
Puigcastellar és una muntanya de 836 metres d'altitud que es troba en el terme municipal de Castellterçol, a la comarca del Moianès.
Està situada al sud del terme, a prop del límit amb Sant Quirze Safaja, entre la riera de la Teuleria, a ponent i al nord de Puigcastellar, i la riera de Puigcastellar, que queda al sud i a llevant de la muntanya. Conté les ruïnes de la masia de Puigcastellar.